# 大佛乡 (井研县)
大佛乡，是中华人民共和国四川省乐山市井研县曾经下辖的一个乡。2019年12月，撤销大佛乡，设立周坡镇，以原同兴乡和原双溪乡所属行政区域为双溪镇的行政区域。

## 行政区划
大佛乡撤销前下辖以下地区：
大佛街社区、龙凤桥村、金紫村、黄桷村、大佛村、团结村和大力村。